# Britse mijnwerkersstaking van 1984/85

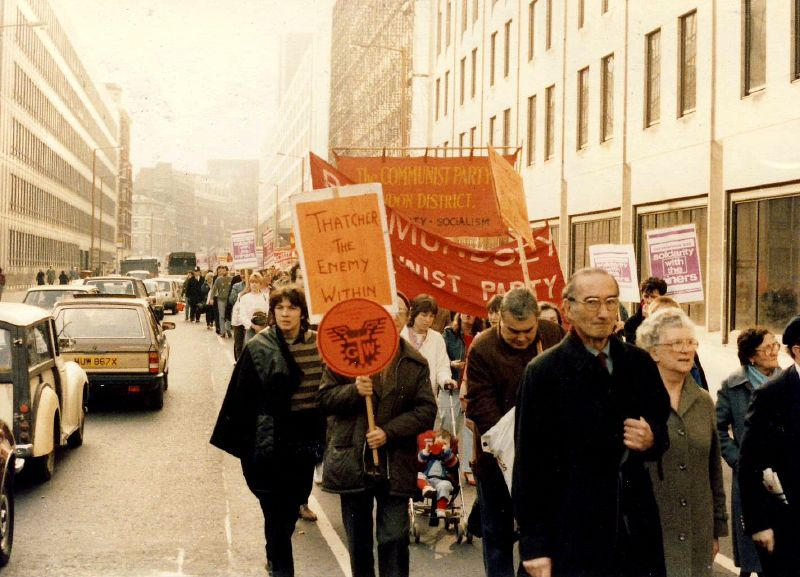
Demonstratie voor de mijnwerkersstaking in Londen, 1984

De Britse mijnwerkersstaking van 1984-85 was een arbeidsconflict binnen de kolenmijnbouw van Groot-Brittannië. De staking werd georganiseerd door de National Union of Mineworkers (NUM), die onder leiding stond van Arthur Scargill. Scargill had het besluit om te gaan staken echter nooit in stemming gebracht onder vakbondsleden. Daarmee zou volgens sommigen de staking onofficieel en ondemocratisch zijn. Dit zorgde voor onderlinge verdeeldheid bij de mijnwerkers. De BBC omschreef de staking als "the most bitter industrial dispute in British history." ("het bitterste arbeidsconflict in de Britse geschiedenis").

## Toedracht

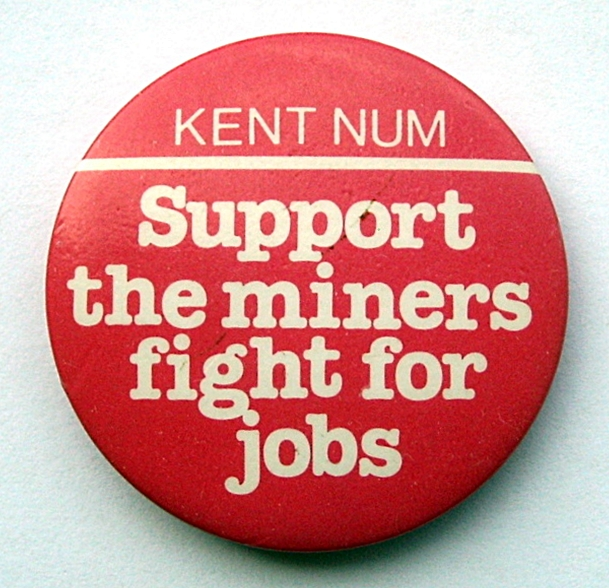
Een badge van de NUM om de Britse mijnwerkersstaking van 1984 te steunen.

Tijdens de naoorlogse economische bloeiperiode kende Groot-Brittannië een sociale vrede, gebaseerd op een compromis tussen arbeid en kapitaal en een overheidsstreven naar volledige werkgelegenheid. Als onderdeel van dit compromis was onder de Labour-regering van Clement Attlee de Britse kolenindustrie in 1947 genationaliseerd. Een mijnwerkersstaking was voor het laatst voorgekomen in 1926.
Vanaf eind jaren 60 werd de Britse economie echter getroffen door de gevolgen van stagflatie, gelijktijdige inflatie en stagnatie. De mijnwerkers gingen in 1972 en 1974 in staking tegen de gevolgen van deze situatie en eisten loonsverhoging ter compensatie van de hoge inflatie. In 1974 hadden ze glansrijk gewonnen: de regering-Heath schreef verkiezingen uit om steun onder de bevolking te vragen, maar verloor deze, waarna een nieuwe Labour-regering met een voor de mijnwerkers gunstig akkoord de stakingen wist te beëindigen. Daarmee was de stagflatiecrisis echter niet ten einde: in 1975 was de inflatie op een hoogtepunt van 26%, terwijl het werkloosheidscijfer een miljoen bereikte. De genationaliseerde kolenmijnen waren voor de overheid een grote kostenpost.
In 1979 trad weer een Conservatieve regering aan onder Margaret Thatcher, die de nog altijd voortdurende stagflatiecrisis met een ander type beleid te lijf ging. In plaats van werkgelegenheid was voortaan inflatiebestrijding het voornaamste doel, ook als dit ten koste ging van de werkgelegenheid. De subsidie aan de kolenmijnen werd afgeknepen en het kabinet verkondigde de opinie dat de NUM de markt beïnvloedde en de inflatiebestrijding in de weg zat. Tussen 1979 en 1981 gingen twee miljoen banen in de kolenmijnbouw verloren.
Na een ternauwernood afgewende staking in 1981 kondigde de regering op 6 maart 1984 haar voornemen aan om twintig kolenmijnen te sluiten en voortaan goedkopere steenkool uit het buitenland te importeren. Op langere termijn zouden nog eens zeventig mijnen worden gesloten. Naast een besparing op grondstofkosten zou dit volgens Thatchers adviseurs tegelijk een "industrieel reserveleger" creëren, om de lonen mee te drukken.
Na de bekendmaking van de sluitingen legden de arbeiders spontaan hun werk neer, en begon in maart de staking. Tijdens de Battle of Orgreave raakten 5000 mijnwerkers en 5000 politieagenten slaags met elkaar.

## Afloop
De staking eindigde op 3 maart 1985, nadat de leden van de NUM instemden om het werk weer op te pakken. De gebeurtenis was een bepalend moment binnen de Britse arbeidsverhoudingen. De nederlaag van de stakers verzwakte de Britse vakbeweging en werd tevens beschouwd als een grote politieke overwinning voor Margaret Thatcher en de Conservative Party. De staking wordt gezien als een symbolische strijd, aangezien de NUM toentertijd als een van de sterkste vakbonden van Groot-Brittannië gold. De NUM zou verantwoordelijk zijn geweest voor het aftreden van de conservatieve regering van Edward Heath als gevolg van de staking van 1974. In tegenstelling tot de stakingen in de jaren zeventig eindigden de stakingen in de jaren tachtig meestal met verlies voor de vakbonden. Het kabinet van Thatcher kon haar conservatieve begrotingsprogramma doorvoeren. De politieke macht van de NUM, en van de meeste andere Britse vakbonden, werd sterk gereduceerd. Er vielen drie doden als gevolg van de gebeurtenissen rondom de staking: twee stakers en een taxichauffeur die een niet-staker naar het werk bracht.

## Gevolgen
Het resterende, en sterk gereduceerde, deel van de Britse kolenindustrie werd in december 1994 geprivatiseerd. De firma kwam bekend te staan onder de naam UK Coal. Terwijl er in 1983 nog 174 werkende mijnen waren in Groot-Brittannië, waren er in 2009 nog zes over. In voormalige kolenwinningsgebieden nam de armoede toe. Een onderzoek van de EU uit 1994 toonde aan dat de plaats Grimethorpe, in het zuiden van Yorkshire, de armste regio in Groot-Brittannië was. In 2013 werd in het Verenigd Koninkrijk voor 60 miljoen ton aan steenkool verbruikt. 50 miljoen ton aan steenkool werd geïmporteerd. Op 18 december 2015 werd nabij Knottingley de Kellingley Colliery gesloten, waarmee de laatste Britse steenkoolmijn buiten gebruik werd gesteld.